# Kaio César
Kaio César Andrade Lima (ur. 15 lutego 2004 w Maceió) – brazylijski piłkarz występujący na pozycji skrzydłowego, od 2025 roku zawodnik saudyjskiego Al-Hilal.